# 兰米

兰米市徽

兰米在芬兰的位置

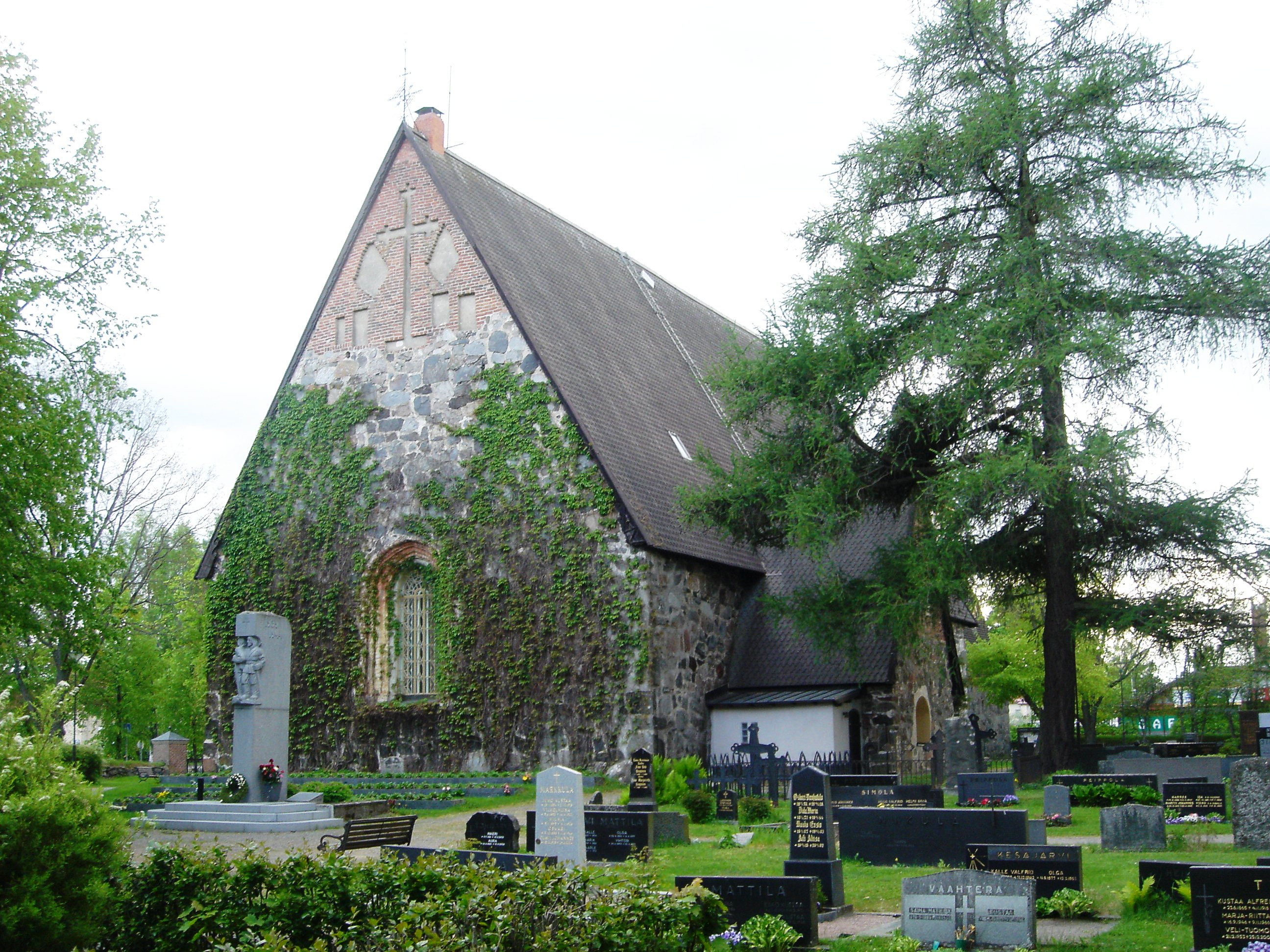
兰米教堂建于1490年至1510年间，供奉亚历山大的加大肋纳

兰米（芬蘭語：Lammi），是芬兰的一个旧市镇。它于2009年1月1日合并至海门林纳市。
兰米位于南芬兰省坎塔海梅區。市镇人口数量为5,507人（2008年） ，面积为611.24平方公里，其中水域面积为73.69平方公里。人口密度为每平方公里11人。
邻近市镇有阿西卡拉、豪霍、豪斯耶爾維、海門科斯基、亚纳卡拉、凱爾克萊、卢奥皮奥伊宁、帕達斯約基和图洛斯。
该市镇的唯一官方语言为芬兰语。
库奥希湖位于兰米市镇内，而派湖则位于兰米和海門科斯基的边界上。